# العلاقات المجرية الإيطالية
العلاقات المجرية الإيطالية هي العلاقات الثنائية التي تجمع بين المجر وإيطاليا.

## مقارنة بين البلدين
هذه مقارنة عامة ومرجعية للدولتين:
| وجه المقارنة                                              | المجر                                                       | إيطاليا                                                  |
| --------------------------------------------------------- | ----------------------------------------------------------- | -------------------------------------------------------- |
| المساحة (كم2)                                             | 93.04 ألف                                                   | 301.34 ألف                                               |
| عدد السكان (نسمة)                                         | 9.78 مليون                                                  | 60.60 مليون                                              |
| الكثافة السكانية (ن./كم²)                                 | 105.12                                                      | 201.1                                                    |
| العاصمة                                                   | بودابست                                                     | روما، فلورنسا، تورينو                                    |
| اللغة الرسمية                                             | لغة مجرية                                                   | اللغة الإيطالية                                          |
| العملة                                                    | فورنت مجري                                                  | يورو، ليرة إيطالية                                       |
| الناتج المحلي الإجمالي (بليون دولار)                      | 139.14 مليار                                                | 1.93 تريليون                                             |
| الناتج المحلي الإجمالي (تعادل القوة الشرائية) بليون دولار | 260.42 مليار                                                | 2.26 تريليون                                             |
| الناتج المحلي الإجمالي الاسمي للفرد دولار أمريكي          | 12.36 ألف                                                   | 29.96 ألف                                                |
| الناتج المحلي الإجمالي للفرد دولار أمريكي                 | 25.07 ألف                                                   | 35.46 ألف                                                |
| مؤشر التنمية البشرية                                      | 0.828                                                       | 0.873                                                    |
| رمز المكالمات الدولي                                      | +36                                                         | +39                                                      |
| رمز الإنترنت                                              | .hu                                                         | .it                                                      |
| المنطقة الزمنية                                           | ت ع م+01:00، ت ع م+02:00، أوروبا/بودابست ‏، توقيت وسط أوروبا | توقيت وسط أوروبا، ت ع م+01:00، ت ع م+02:00، أوروبا/روما ‏ |

## مدن متوأمة
في ما يلي قائمة باتفاقيات التوأمة بين مدن مجرية وإيطالية:
- ترتبط Mórahalom [الإنجليزية]‏ مع بيفيبلاغو باتفاقية توأمة.
- ترتبط سيجد مع بارما باتفاقية توأمة منذ 6 نوفمبر 1993.[16][16]
- ترتبط هاتفان مع تافارنيل فال دي بيسا باتفاقية توأمة.
- ترتبط Hajós [الإنجليزية]‏ مع مينيربيو باتفاقية توأمة.
- ترتبط Siklós [الإنجليزية]‏ مع فورنوفو دي تارو باتفاقية توأمة.[17]
- ترتبط دوناوجفاروس (مدينة) مع تيرني باتفاقية توأمة.
- ترتبط سنكوتارد [الإنجليزية]‏ مع تارفيزيو باتفاقية توأمة.
- ترتبط Ibrány [الإنجليزية]‏ مع جراديسكا ديسونزو باتفاقية توأمة.
- ترتبط ايغر مع أريتسو باتفاقية توأمة.
- ترتبط Makó [الإنجليزية]‏ مع مارتينسيكورو باتفاقية توأمة.
- ترتبط Kocs [الإنجليزية]‏ مع مونتيبيلونا باتفاقية توأمة.
- ترتبط Tokaj [الإنجليزية]‏ مع كورمون باتفاقية توأمة.
- ترتبط Dabas, Hungary [الإنجليزية]‏ مع ألبينجا باتفاقية توأمة.
- ترتبط Százhalombatta [الإنجليزية]‏ مع سانازارو دي بورغوندي باتفاقية توأمة.
- ترتبط بيتش مع تيراتشينا باتفاقية توأمة.
- ترتبط Dunakeszi [الإنجليزية]‏ مع كازالغراندي باتفاقية توأمة.
- ترتبط بودا مع كابسترانو باتفاقية توأمة.
- ترتبط زومباثلي مع ليكو باتفاقية توأمة منذ 1991.
- ترتبط Somberek [الإنجليزية]‏ مع Mühlwald [الإنجليزية]‏ باتفاقية توأمة.
- ترتبط Kiskunfélegyháza [الإنجليزية]‏ مع فيلتر باتفاقية توأمة.
- ترتبط Mátészalka [الإنجليزية]‏ مع فيتوريا باتفاقية توأمة.
- ترتبط كابوشفار مع سكيو باتفاقية توأمة منذ 1991.[18][19][20][21]
- ترتبط Tapolca [الإنجليزية]‏ مع استي باتفاقية توأمة.
- ترتبط Kimle [الإنجليزية]‏ مع Cartigliano [الإنجليزية]‏ باتفاقية توأمة.
- ترتبط Győrújbarát [الإنجليزية]‏ مع روبييرا باتفاقية توأمة.
- ترتبط جيولا ، المجر مع بودريو باتفاقية توأمة.
- ترتبط Zalalövő [الإنجليزية]‏ مع فارا ديسونتسو باتفاقية توأمة.
- ترتبط سالجوتارجان مع فيغارانو مايناردا باتفاقية توأمة.
- ترتبط Karancslapujtő [الإنجليزية]‏ مع باستيا أومبرا باتفاقية توأمة.
- ترتبط Mezőhegyes [الإنجليزية]‏ مع San Giorgio di Nogaro [الإنجليزية]‏ باتفاقية توأمة.
- ترتبط Berettyóújfalu [الإنجليزية]‏ مع مونتيغروتو تيرمي باتفاقية توأمة.
- ترتبط Szigetszentmiklós [الإنجليزية]‏ مع سبيكيا باتفاقية توأمة.
- ترتبط فيشغراد مع لانتشانو باتفاقية توأمة.
- ترتبط Mór [الإنجليزية]‏ مع فالدوبياديني باتفاقية توأمة.
- ترتبط Nagykáta [الإنجليزية]‏ مع ألفونسيني باتفاقية توأمة.
- ترتبط Sárkeszi [الإنجليزية]‏ مع مورو ريتينو باتفاقية توأمة.
- ترتبط توروكبالينت [الإنجليزية]‏ مع كوليفيرو باتفاقية توأمة.
- ترتبط Balatonfüred [الإنجليزية]‏ مع آربينو باتفاقية توأمة.
- ترتبط Alsónémedi [الإنجليزية]‏ مع كوليتورتو باتفاقية توأمة.
- ترتبط تاتا مع مونتيبيلونا باتفاقية توأمة.
- ترتبط بودابست مع سان فيتو آل تاليامنتو باتفاقية توأمة منذ 24 نوفمبر 2016.[22][22][22][22]
- ترتبط Hosszúhetény [الإنجليزية]‏ مع مورولو باتفاقية توأمة.
- ترتبط Ricse [الإنجليزية]‏ مع كازيليتي باتفاقية توأمة.
- ترتبط Csopak [الإنجليزية]‏ مع Ortovero [الإنجليزية]‏ باتفاقية توأمة.
- ترتبط كوسيغ مع فليتري باتفاقية توأمة منذ 1995.
- ترتبط Lőrinci [الإنجليزية]‏ مع سانتا ماريا دي ليكوديا باتفاقية توأمة.
- ترتبط دبرتسن مع كاتوليكا باتفاقية توأمة منذ 1970.[23][23][24][24]
- ترتبط Sümeg [الإنجليزية]‏ مع Vobarno [الإنجليزية]‏ باتفاقية توأمة.
- ترتبط فيسبرم مع فريساغرانديناريا باتفاقية توأمة منذ 1987.
- ترتبط موشونمادياروفار [الإنجليزية]‏ مع أريسي باتفاقية توأمة.
- ترتبط Szeghalom [الإنجليزية]‏ مع تراساجيس (إيطاليا) باتفاقية توأمة.
- ترتبط ناجاتاد مع سان فيتو آل تاليامنتو باتفاقية توأمة.
- ترتبط Mezőtúr [الإنجليزية]‏ مع كانيلي باتفاقية توأمة.
- ترتبط Szécsény [الإنجليزية]‏ مع Codevigo [الإنجليزية]‏ باتفاقية توأمة.
- ترتبط هفش [الإنجليزية]‏ مع بريجانزي باتفاقية توأمة.
- ترتبط Belváros-Lipótváros [الإنجليزية]‏ مع موندراجون باتفاقية توأمة.
- ترتبط سولنوك مع فورلي باتفاقية توأمة منذ 1990.
- ترتبط Halásztelek [الإنجليزية]‏ مع Oggiono [الإنجليزية]‏ باتفاقية توأمة.
- ترتبط Balassagyarmat [الإنجليزية]‏ مع بافيا باتفاقية توأمة.
- ترتبط Szikszó [الإنجليزية]‏ مع Dro, Trentino [الإنجليزية]‏ باتفاقية توأمة.
- ترتبط Kozármisleny [الإنجليزية]‏ مع سيزي باتفاقية توأمة.
- ترتبط Sárospatak [الإنجليزية]‏ مع كولينيو باتفاقية توأمة.
- ترتبط Pestszentlőrinc-Pestszentimre [الإنجليزية]‏ مع سان نيكولا لا سترادا باتفاقية توأمة.
- ترتبط Újbuda [الإنجليزية]‏ مع كورتونا باتفاقية توأمة.
- ترتبط Jászberény [الإنجليزية]‏ مع Conselve [الإنجليزية]‏ باتفاقية توأمة.
- ترتبط زالاجيرسيج مع غوريتسيا باتفاقية توأمة منذ 1990.
- ترتبط Komló [الإنجليزية]‏ مع توريس باتفاقية توأمة.
- ترتبط Pápa [الإنجليزية]‏ مع كازاليكيو دي رينو باتفاقية توأمة.
- ترتبط سيكشفهيرفار مع سان سالفو باتفاقية توأمة منذ 28 أكتوبر 1978.
- ترتبط Celldömölk [الإنجليزية]‏ مع باجناكو باتفاقية توأمة.
- ترتبط Piliscsaba [الإنجليزية]‏ مع Cherasco [الإنجليزية]‏ باتفاقية توأمة منذ 2004.
- ترتبط Sásd [الإنجليزية]‏ مع بلدية سوبينو باتفاقية توأمة.
- ترتبط 16th district of Budapest [الإنجليزية]‏ مع كانيسترو باتفاقية توأمة.
- ترتبط Bicske [الإنجليزية]‏ مع ميليجانونو باتفاقية توأمة.
- ترتبط شوبرون مع بولسانو باتفاقية توأمة منذ 1987.
- ترتبط Várpalota [الإنجليزية]‏ مع فيرمو باتفاقية توأمة.
- ترتبط نيرغهازا مع أوديني باتفاقية توأمة منذ 1995.[25][25][25][26]

## منظمات دولية مشتركة
يشترك البلدان في عضوية مجموعة من المنظمات الدولية، منها:
| علم المنظمة | اسم المنظمة                               | تاريخ انضمام المجر | تاريخ انضمام إيطاليا |
| ----------- | ----------------------------------------- | ------------------ | -------------------- |
|             | مجلس أوروبا                               | 6 نوفمبر 1990      | 5 مايو 1949          |
|             | منظمة التعاون الاقتصادي والتنمية          | 7 مايو 1996        | 29 مارس 1962         |
|             | منظمة التجارة العالمية                    | 1995               | 1995                 |
|             | المنظمة الأوروبية لسلامة الملاحة الجوية   | 1992               | 1996                 |
|             | الاتحاد البريدي العالمي                   | ?                  | ?                    |
|             | الاتحاد الأوروبي                          | 1 مايو 2004        | 25 مارس 1957         |
|             | الوكالة الدولية للطاقة                    | ?                  | ?                    |
|             | حلف شمال الأطلسي                          | 12 مارس 1999       | 4 أبريل 1949         |
|             | مجموعة الموردين النوويين                  | ?                  | ?                    |
|             | يونسكو                                    | 14 سبتمبر 1948     | ?                    |
|             | اتفاقية السماوات المفتوحة                 | ?                  | ?                    |
|             | مؤسسة التمويل الدولية                     | 29 أبريل 1985      | 27 ديسمبر 1956       |
|             | المركز الدولي لتسوية المنازعات الاستشارية | 6 مارس 1987        | 28 أبريل 1971        |
|             | الفريق المعني برصد الأرض                  | ?                  | ?                    |
|             | منظمة حظر الأسلحة الكيميائية              | ?                  | ?                    |
|             | مؤسسة التنمية الدولية                     | 29 أبريل 1985      | 24 سبتمبر 1960       |
|             | مجموعة أستراليا                           | 1993               | 1985                 |
|             | منظمة الأمن والتعاون في أوروبا            | 25 يونيو 1973      | 25 يونيو 1973        |
|             | مركز تنسيق الحركة في أوروبا ‏              | ?                  | ?                    |
|             | نظام تحكم تكنولوجيا القذائف               | 1993               | 1987                 |
|             | وكالة ضمان الاستثمار متعدد الأطراف        | 21 أبريل 1988      | 29 أبريل 1988        |
|             | الاتحاد الدولي للاتصالات                  | 1866               | 1866                 |
|             | منظمة الشرطة الجنائية الدولية             | ?                  | ?                    |
|             | الأمم المتحدة                             | 14 ديسمبر 1955     | 14 ديسمبر 1955       |
|             | البنك الدولي للإنشاء والتعمير             | 7 يوليو 1982       | 27 مارس 1947         |

## وصلات خارجية
- موقع وزارة الخارجية المجرية
- موقع وزارة الخارجية الإيطالية